# Sottoterra
Sottoterra è il primo album discografico del gruppo musicale dei Serpenti, pubblicato nel 2009.

## Tracce
1. Libellula
2. Baciami
3. Se lascio perdo
4. Diversa da me
5. Sinuoso vortice
6. Un brivido
7. Patinato
8. Aria nera
9. Irraggiungibile
10. Da sola